# Día Mundial de la Psoriasis

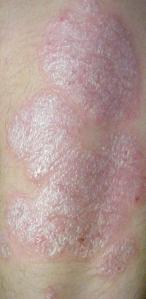

El Día Mundial de la Psoriasis es una jornada que se celebra el 29 de octubre desde 2004, promovida por la Federación Internacional de Asociaciones de Psoriasis (IFPA) ese mismo año.

## Proclamación
El Día Mundial de la Psoriasis fue proclamado por la IFPA en 2004. Esta jornada fue concebida por los pacientes y para los pacientes con el objetivo de dar voz a más de 125 millones de personas que padecen psoriasis y/o artritis psoriásica en todo el mundo. El propósito de la proclamación es aumentar la visibilidad y la comprensión de estas enfermedades, combatir la estigmatización y la discriminación asociadas, y promover la educación y la información sobre el tratamiento y cuidado adecuado de estas condiciones.

## Celebración
Este día se celebra el 29 de octubre. La primera celebración oficial tuvo lugar en 2004. En 2014, la Asamblea Mundial de la Salud reconocío esta fecha y las actividades asociadas, alentando a los estados miembros a involucrarse de forma activa en esta celebración. Desde entonces, se organizan diversas actividades y eventos a nivel mundial, tales como campañas de concienciación, seminarios educativos, y eventos comunitarios, todos enfocados en aumentar la comprensión y reducir la estigmatización y discriminación hacia los afectados por estas condiciones.

## Temas
- 2010: Childhood psoriasis – a challenge for all,[4]  ('Psoriasis infantil – un desafío para todos')
- 2012: Psoriasis A Global Health Challenge,[5] ('Psoriasis – Un desafío global para la salud')
- 2013: Global access to treatment,[6] ('Acceso global al tratamiento')
- 2014: Understanding What Psoriasis Is,[7] ('Entendiendo qué es la psoriasis')
- 2015: Hope. Action. Change,[8] ('Esperanza. Acción. Cambio')
- 2016: Breaking Barriers for People with Psoriasis,[9][10] ('Rompiendo barreras para las personas con psoriasis')
- 2017: Psoriasis Inside Out,[11] ('Psoriasis de adentro hacia afuera')
- 2018: Treat Psoriasis Seriously[12] ('Tratar la psoriasis seriamente')
- 2019: Connected,[13] ('Conectados')
- 2020: Informed,[14] ('Informados')
- 2021: United,[15][16]  ('Unidos')
- 2022: Mental health,[17] ('Salud mental')
- 2023: Acceso para todas las personas[18]
- 2024: Psoriatic Disease and the Family[19]